# 岡田捷五郎
岡田 捷五郎（おかだしょうごろう、1894年（明治27年）11月24日 - 1976年（昭和51年）10月2日）は東京芸術大学教授、建築家。建築家岡田信一郎の弟である。

## 経歴
東京美術学校図案科第2部（現東京芸術大学建築科）を卒業。病弱な兄・信一郎を補佐して設計に従事し、兄の逝去後は建築事務所を引き継ぎ、明治生命館、琵琶湖ホテルを完成させた。また、母校の東京美術学校建築科の講師となり、後に教授に就任。第2次世界大戦後は東京芸術大学教授。日本建築士会理事長などを務めた。
この間、吉村順三、宮脇檀らの後進を育成する。
妻は伊庭秀栄（東大医学部卒）の四女・春。

## 年表
- 1894年（明治27年）東京市牛込区生まれ[1]
- 1915年（大正4年）東京美術学校図案科第2部に入学
- 1919年（大正10年）東京美術学校卒業、卒業制作で日本美術協会より銅牌を受ける。滝川工務店への入所を経て、12月から1年間兵役に就き赤羽工兵第一大隊に所属
- 1920年（大正11年）除隊後、兄岡田信一郎の建築設計事務所に勤務
- 1924年（大正13年）11月、建築視察のため、ヨーロッパへ向かう[2]
- 1926年（大正15年）1月、アメリカを経由して帰国
- 1927年（昭和2年）東京美術学校建築科講師
- 1930年（昭和5年）明治生命館の建設に当たり、北アメリカ、カナダの保険会社を視察
- 1932年（昭和7年）兄信一郎が逝去し、事務所を引き継ぐ
- 1943年（昭和18年）東京美術学校教授
- 1949年（昭和24年）東京芸術大学教授
- 1962年（昭和37年）停年退職、名誉教授
- 1965年（昭和40年）勲三等瑞宝章
- 1976年（昭和51年）急性肺炎のため逝去、享年83

## 主な作品
- 神戸市公会堂計画案（1922年） - 前田健二郎（東京美術学校出身）と連名。コンペティション1等当選（計画は延期となり実施されず）
- 早稲田大学大隈記念大講堂計画案（1923年） - 前田健二郎と連名。コンペティション1等当選（結局不採用となり、早稲田大学建築学科の佐藤功一らの設計により実施された）
- 黒田記念館（1928年） - 兄と連名
- 銀座伊東屋（1930年） - 兄と連名
- 明治生命館（1934年） - 兄と連名、建設中の1932年に兄が逝去し、引き継いで完成させた。国の重要文化財
- 琵琶湖ホテル（1934年） - 原案がまとまった段階で兄が逝去し、引き継いで完成させた。現びわ湖大津館
- 高千穂ビル
- 日本出版クラブ

## 文献
- 『日本美術年鑑』昭和52年版(286頁)

## 註釈
1. ↑  以下、主に『日本美術年鑑』（昭和52年版、p286）による。
2. ↑  大隈講堂、神戸市公会堂などのコンペ賞金をもとに私費で外遊した。パリでは、親友の吉田五十八、宮内省内匠寮の権藤要吉とともにパリ万博（アール・デコ博）を見学した。（『朝香宮邸のアールデコ』）